# Ha-Asonot Shel Nina
Pour plus de détails, voir Fiche technique et Distribution.
Ha-Asonot Shel Nina (האסונות של נינה) est un film israélien réalisé par Savi Gabizon, sorti en 2003.

## Fiche technique
- Titre original : האסונות של נינה, Ha-Asonot Shel Nina (litt. « Les malheurs de Nina »)
- Réalisation : Savi Gabizon
- Scénario : Savi Gabizon
- Musique : Assaf Amdursky
- Pays d'origine : Israël
- Genre : comédie dramatique
- Date de sortie : 2003

## Distribution
- Ayelet Zurer : Nina
- Yoram Hattab : Haimon / Alex
- Alon Aboutboul : Avinoam
- Aviv Elkabeth : Nadav
- Anat Waxman : Alona
- Shmil Ben Ari : Amnon
- Dov Navon : Menahem
- Evgenia Dodina : Galina